# 細谷英宣
細谷 英宣（ほそや ひでのり、1967年7月16日 - ）は、熊本朝日放送 (KAB) の社員。元アナウンサー。

## 来歴・人物
千葉県松戸市出身。大学時代は放送研究会に所属して、DJやラジオドラマに熱中していた。このサークルとの出会いがアナウンサーを目指すきっかけとなった。
日本大学文理学部教育学科卒業後、1989年にKABに開局とともに入社した。報道番組からスポーツ番組、情報番組まで幅広い分野で活躍。同時に記者やディレクターも兼務した時期がある。
アナウンサー復帰後は、ナレーション、情報番組の制作、特別番組のプロデューサーなどを担当。
開局当初から所属する唯一のアナウンサーで、アナウンサー陣の中では最年長（アナウンサーとしての在籍が23年）であった。
2000年代の一時期と、2010年から7年間アナウンサー職を離れており、2022年4月の人事異動で三度、アナウンス職を離れることとなる。

## 趣味
かつては自他共に認めるオートバイ好きで、阿蘇方面にツーリングに出かけることが多かった。将来的にはオートバイで日本全国各地を旅して回る願望を持っていたが、2021年現在ではオートバイには乗っていないという。
ウルトラマンや仮面ライダー等の特撮ヒーローも好きである。ウルトラ戦士の中でも子供の頃からウルトラセブンに一番憧れていて、初めて見たウルトラシリーズでは、テレビの中のセブンにエールを送っていたため、番組のロケで憧れのセブンに会えたことが一番嬉しかったとのこと。
また、自社制作番組「ファイブチャンネル」2009年4月25日放送分のコーナー「キワミスター」では、「ウルトラ（マン）の達人」として登場した他、ウルトラマンをあまり知らない風犬ナンジャ（当時）の江口幸久（後の桂竹紋）を連れて熊本県荒尾市に当時存在した「ウルトラマンランド」（2013年に閉園）を案内したことがある。さらに、自身が担当したゴジラの試写会では前説が20分にも及んだが、その前説に子供たちは退屈するどころか「もっと!もっと」と声が上がり、映画が始まるのを忘れてリクエストされる始末だった。

## 現在の担当番組
- なし

## 過去の担当番組
- KABニューストレイン
- KABニュースラウンド
- 情報生テレビ細谷です
- くまもとウィークリー
- スポーツ実況
- アナステ
- カラシコンボ（制作統括）
- KABニュース（随時担当）

## 編成業務局時代出演番組
- 草野☆キッド （テレビ朝日）
  - 2005年、同番組のネット局を増やす企画で九州・沖縄の朝日系東京支社員が召集された際に出演。当時、九州・沖縄地区ではKABだけ同番組をネットしていたので、番組内での待遇も良かった。